# Domingo Terradellas
Domingo Miguel Bernabé Terradellas, en catalán, Domènec Terradellas, y también conocido como  Domenico Terradeglias  (Barcelona, 13 de febrero de 1713-Roma, 20 de mayo de 1751), fue un músico  español, el mayor compositor de ópera hispano-italiana del siglo XVIII.

## Biografía
Domingo Terradellas nació en 1713 en Barcelona, en el seno de una familia campesina. Asistió a la escuela y recibió las primeras órdenes clericales en la Catedral de Barcelona. Muy probablemente fue discípulo de Francesc Valls. A los diecinueve años se estableció en Nápoles, donde perfeccionó de 1732 a 1740 sus estudios de música con Francesco Durante y Gaetano Greco en el Conservatorio dei Poveri di Gesù Cristo, actual Conservatorio de San Pietro a Maiella. Al poco tiempo estrenó en las funciones vespertinas de los Padres de Santi Filippo e Giacommo en Nápoles su primera obra, el oratorio Giuseppe riconosciuto (1736), con texto de Metastasio. En 1739 presentó el oratorio Ermenegildo martire y Astarto, su primera ópera, con libreto de  Apostolo Zeno y Pariatiy, y al año siguiente, su composición cómica Gli intrighi dellà cantarine. El éxito de La Merope (1743) hizo posible que el cardenal Acquaviva, a quien había dedicado la Cerere en 1740, aconsejase que le contratasen en 1743 como maestro de capilla de la iglesia de San Giacomo degli Spagnuoli en Roma. Durante los dos años que ocupó dicho cargo compuso una gran cantidad de música sacra, hasta que hubo de dimitir del cargo por problemas personales.
Durante los años 1746 y parte de 1747 residió en Londres, siendo nombrado director del King's Theatre. En él presentó con éxito sus óperas Annibale in Capua, Mitridate y Bellerofonte. Después de un breve paso por Bruselas, se estableció por un tiempo en París. Allí tomó contacto con la ópera francesa (que no le gustó nada), con Rameau y con Rousseau, el cual le elogió en su "Lettre sur la musique française". De vuelta en Italia, estrenó en 1750 en Turín Didone abbandonata e Imeneo in Atene en Venecia. Establecido en Roma, presentó en 1751 Sesostri, re d'Egitto, quizás su mejor obra, y falleció poco después, a la edad de treinta y ocho años; la forma y las causas de su muerte dieron origen a una cierta leyenda negra.
Se le atribuyen una docena de óperas serias y un número similar de obras cómicas, estrenadas en los teatros más prestigiosos de la época. Aparte de ello, compuso música sacra (misas, salmos, motetes, un Te Deum) de estilo italianizante cuando ejerció como maestro de capilla en Roma. En Bruselas se conservan algunos motetes que habría compuesto durante su breve estancia en la ciudad. Es considerado uno de los representantes más significativos de la Escuela de Nápoles así como una de las figuras clave de la evolución de la ópera hacia el clasicismo junto con otros autores como Niccolò Jommelli, Davide Perez o Johann Adolf Hasse.

## Obras

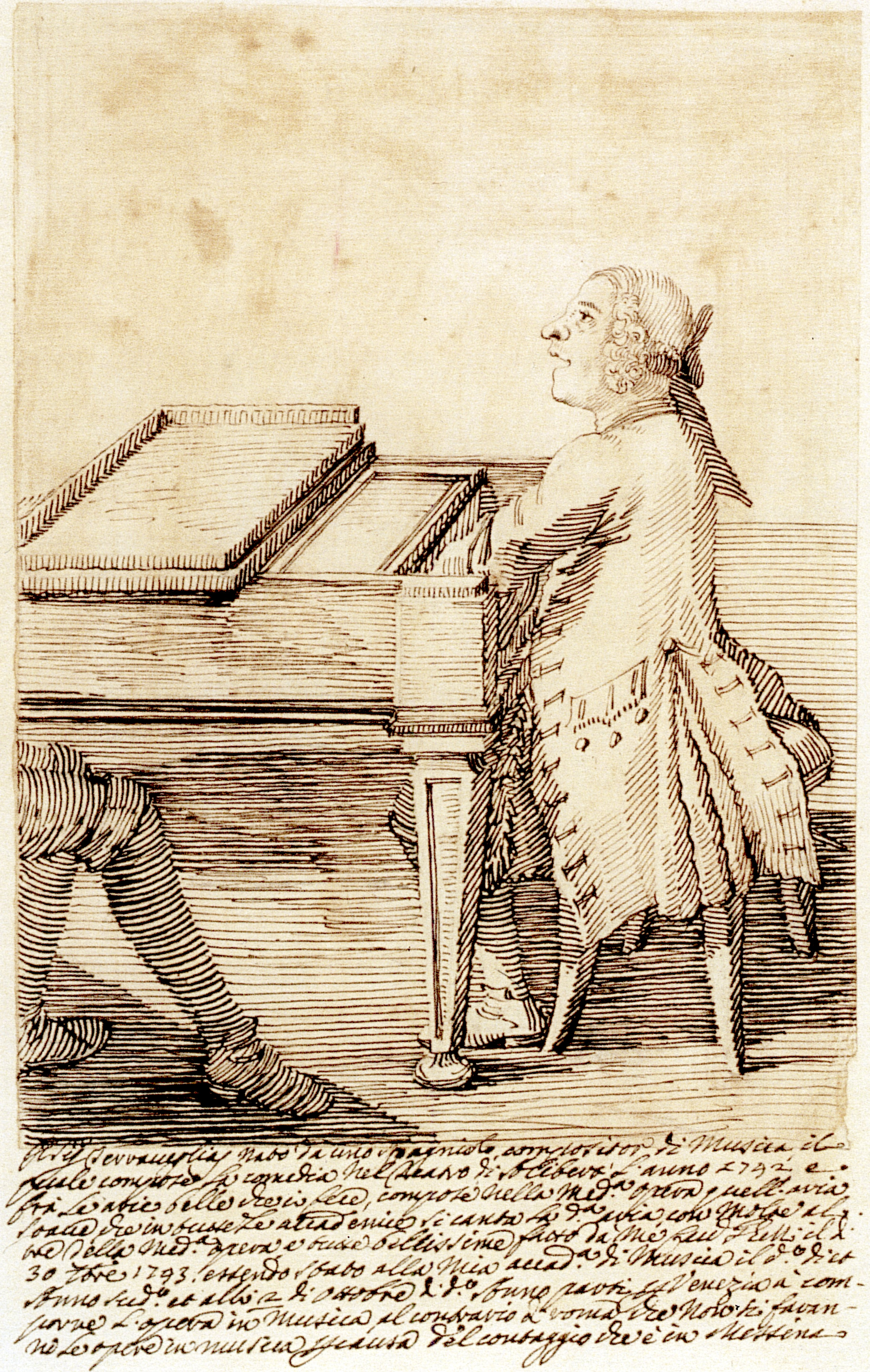
Domingo Terradellas, caricatura de Pier Leone Ghezzi, 1743.

- Annibale in Capua (1746), ópera de tipo pasticcio, con música coescrita con Johann Adolf Hasse, Giovanni Battista Lampugnani y Pietro Domenico Paradies, libreto de Francesco Vanneschi. Estrenada el 4 de noviembre en el King's Theatre (Haymarket) con asistencia del rey Jorge II.
- Artaserse (1743), ópera en tres actos con libreto de Pietro Metastasio. Estrenada en Venecia.[6]
- Artemisia (1740).
- Astarto (1739), ópera, estrenada en Roma.
- Bellerofonte (1747), ópera con libreto de Francesco Vanneschi.
- Cerere (1740).
- Didone abbandonata (1750), ópera con libreto de Pietro Metastasio, estrenada en Turín.
- Ermenegildo, martire (1739), oratorio para solistas, coro y acompañamiento instrumental, estrenada en Nápoles.
- Giuseppe riconosciuto (1736), oratorio en tres actos para solistas, coro y acompañamiento instrumental, con libreto de Pietro Metastasio.
- Gli intrighi dellà canterine (1740), ópera cómica.
- Imeneo in Atene (1750), ópera con libreto de Silvio Stampiglia, estrenada a Venecia.
- Issipile (1741).
- La Mérope (1743), ópera en tres actos, con libreto de Apostolo Zeno y H. Tagliazuchi, estrenada en Roma. Fue editada por Robert Gerhard y representada por primera vez en época moderna en Barcelona en 1955.
- Mitridate (1746), ópera con libreto de Francesco Vanneschi.
- Nocturna Procella, motete.
- Plaudite populi, motete.
- Romolo (1740), junto con Gaetano Latilla.
- Salm a 5 veus, conservado en el archivo musical del Santuario de Aránzazu.
- Semiramide riconosciuta (1746).
- Sesostri, re d'Egitto (1751), ópera con libreto de Apostolo Zeno y Pietro Pariati, estrenada en Roma. La obra fue posteriormente estrenada en el Teatre de la Santa Creu de Barcelona en agosto de 1754, siendo la primera ópera escrita por un catalán estrenada en Cataluña.[7]